# ريتشارد كريستيانسن
ريتشارد كريستيانسن هو سياسي أمريكي، ولد في 21 أغسطس 1928 في ويسكونسن في الولايات المتحدة، وتوفي في 10 نوفمبر 2001 في مانسفيلد في الولايات المتحدة. نشط حزبياً في الحزب الديمقراطي. وقد انتخب عضو مجلس نواب أوهايو ‏.